# Lätt flugvikt i grekisk-romersk stil i brottning vid olympiska sommarspelen 1980
Herrarnas brottningsturnering i grekisk-romersk i viktklassen lätt flugvikt vid olympiska sommarspelen 1980 avgjordes i CSKA Moskva i Moskva. 

## Medaljörer
| Klass         | Guld                                   | Silver                          | Brons                 |
| Lätt flugvikt | Zjaksilijk Usjkempirov · Sovjetunionen | Constantin Alexandru · Rumänien | Ferenc Seres · Ungern |

## Resultat
Legend
- TF — Vinst genom fall
- IN — Vinst genom att motståndaren skadas
- DQ — Vinst genom passivitet
- D1 — Vinst genom passivitet, vinnaren är också passiv
- D2 — Båda brottarna förlorade på grund av passivitet
- FF — Vinst genom förverkande
- DNA — Anlände inte
- TPP — Totala straffpoäng
- MPP — Matchstraffpoäng

Straff
- 0 — Vinst genom fall, teknisk överlägsenhet, passivitet, skada och förverkande
- 0.5 — Vinst på poäng, 8-11 poängs skillnad
- 1 — Vinst på poäng, 1-7 poängs skillnad
- 2 — Vinst på passivitet,  vinnaren är också passiv
- 3 — Förlust på poäng, 1-7 poängs skillnad
- 3.5 — Förlust på poäng, 8-11 poängs skillnad
- 4 — Förlust genom fall, teknisk överlägsenhet, passivitet, skada och förverkande

### Elimineringsrunda

#### Omgång 1
| TPP | MPP |                            | Poäng     |                              | MPP | TPP |
| --- | --- | -------------------------- | --------- | ---------------------------- | --- | --- |
| 3   | 3   | Vincenzo Maenza (ITA)      | 9 - 10    | Reijo Haaparanta (FIN)       | 1   | 1   |
| 0   | 0   | Pavel Hristov (BUL)        | DQ / 8:16 | Kent Andersson (SWE)         | 4   | 4   |
| 0   | 0   | Alfredo Olvera (MEX)       | TF / 4:44 | Saber Nakdali (SYR)          | 4   | 4   |
| 0   | 0   | Ferenc Seres (HUN)         | TF / 1:32 | Roman Kierpacz (POL)         | 4   | 4   |
| 3   | 3   | Constantin Alexandru (ROU) | 2 - 6     | Zjaksilijk Usjkempirov (URS) | 1   | 1   |

#### Omgång 2
| TPP | MPP |                        | Poäng     |                              | MPP | TPP |
| --- | --- | ---------------------- | --------- | ---------------------------- | --- | --- |
| 6.5 | 3.5 | Vincenzo Maenza (ITA)  | 4 - 14    | Pavel Hristov (BUL)          | 0.5 | 0.5 |
| 1   | 0   | Reijo Haaparanta (FIN) | TF / 8:36 | Kent Andersson (SWE)         | 4   | 8   |
| 3.5 | 3.5 | Alfredo Olvera (MEX)   | 5 - 13    | Ferenc Seres (HUN)           | 0.5 | 0.5 |
| 8   | 4   | Saber Nakdali (SYR)    | TF / 1:16 | Constantin Alexandru (ROU)   | 0   | 3   |
| 7   | 3   | Roman Kierpacz (POL)   | 10 - 13   | Zjaksilijk Usjkempirov (URS) | 1   | 2   |

#### Omgång 3
| TPP | MPP |                        | Poäng     |                              | MPP | TPP |
| --- | --- | ---------------------- | --------- | ---------------------------- | --- | --- |
| 5   | 4   | Reijo Haaparanta (FIN) | 0 - 27    | Pavel Hristov (BUL)          | 0   | 0.5 |
| 7.5 | 4   | Alfredo Olvera (MEX)   | TF / 2:29 | Constantin Alexandru (ROU)   | 0   | 3   |
| 4   | 3.5 | Ferenc Seres (HUN)     | 6 - 17    | Zjaksilijk Usjkempirov (URS) | 0.5 | 2.5 |

#### Omgång 4
| TPP | MPP |                              | Poäng     |                            | MPP | TPP |
| --- | --- | ---------------------------- | --------- | -------------------------- | --- | --- |
| 9   | 4   | Reijo Haaparanta (FIN)       | 2 - 17    | Ferenc Seres (HUN)         | 0   | 4   |
| 4.5 | 4   | Pavel Hristov (BUL)          | DQ / 7:34 | Constantin Alexandru (ROU) | 2   | 5   |
| 2.5 |     | Zjaksilijk Usjkempirov (URS) |           | Bye                        |     |     |

#### Omgång 5
| TPP | MPP |                              | Poäng  |                            | MPP | TPP |
| --- | --- | ---------------------------- | ------ | -------------------------- | --- | --- |
| 3.5 | 1   | Zjaksilijk Usjkempirov (URS) | 12 - 7 | Pavel Hristov (BUL)        | 3   | 7.5 |
| 7   | 3   | Ferenc Seres (HUN)           | 5 - 10 | Constantin Alexandru (ROU) | 1   | 6   |

#### Sista omgångarna
| TPP | MPP |                            | Poäng  |                              | MPP | TPP |
| --- | --- | -------------------------- | ------ | ---------------------------- | --- | --- |
|     | 3   | Constantin Alexandru (ROU) | 2 - 6  | Zjaksilijk Usjkempirov (URS) | 1   |     |
|     | 3.5 | Ferenc Seres (HUN)         | 6 - 17 | Zjaksilijk Usjkempirov (URS) | 0.5 | 1.5 |
| 6.5 | 3   | Ferenc Seres (HUN)         | 5 - 10 | Constantin Alexandru (ROU)   | 1   | 4   |